# Mathieu Billen
 (janvier 2016).
Si vous disposez d'ouvrages ou d'articles de référence ou si vous connaissez des sites web de qualité traitant du thème abordé ici, merci de compléter l'article en donnant les références utiles à sa vérifiabilité et en les liant à la section « Notes et références ».
Mathieu Billen plus souvent surnommé Mathy Billen, né à Neeroeteren le 16 avril 1953 est un joueur de football belge.

## Biographie
Avec le Standard de Liège, il remporte la Coupe de la Ligue Pro en 1975 dès les premiers mois de son arrivée au sein du club.

## Palmarès
- Vainqueur de la Coupe de la Ligue Pro en 1975 avec le Standard de Liège